# Chameau-Klasse
Die Chameau-Klasse war eine Klasse von zwei Hilfsschiffen der französischen Marine, die von 1718 bis 1729 in Dienst stand.

## Geschichte
Die französische Marine unterhielt zur Unterstützung ihrer Kampfschiffe eine Reihe von Hilfs- bzw. Transportschiffen verschiedener Typen, welche als Flûte und Gabarres bezeichnet wurden. Dies wurde notwendig, da man, anders als bei der britischen Marine, nicht im selben Umfang auf zivilen Transportraum zugreifen konnte. So verfügte die französische Marine nach Ende des Spanischen Erbfolgekrieges (1701–1715) nur noch über drei Flûtes, die in einem schlechten Erhaltungszustand waren. Zur Verstärkung der Flotte wurden daher bis 1720 sieben neue Einheiten bestellt.
Die im 1717 bestellten zwei Einheiten der Klasse wurde von dem Schiffbauingenieur Étienne Hubac entworfen und von diesem und Laurent Hélie im Marinearsenal von Brest zwischen 1717 und 1718 gebaut. Schwesterklassen waren die Seine-Klasse (2 Einheiten, 650 Tonnen, 50 Kanonen), Portefaix-Klasse (2 Einheiten, 650 Tonnen, 44 Kanonen) und das Einzelschiff Sarcelle (300 Tonnen, 10 Kanonen).

## Einheiten
| Name     | Bauwerft         | Kiellegung | Stapellauf | Indienststellung | Verbleib |
| -------- | ---------------- | ---------- | ---------- | ---------------- | --- |
| Chameau  | Arsenal de Brest | Mai 1717   | 1718       | 1718             | Am 28. Mai 1725 bei der Kap-Breton-Insel (Kanada) Schiffbruch erlitten, Verlust der 316 Personen zählenden Mannschaft und Passagiere |
| Éléphant | Arsenal de Brest | Mai 1717   | 1718       | 1718             | Am 1. September 1729 am Kap Brûlé (Kanada) Schiffbruch erlitten, gesamte Mannschaft konnte gerettet werden                           |

## Technische Beschreibung
Die Klasse war als Batterieschiff mit zwei durchgehenden Geschützdecks konzipiert und hatte eine Länge von 40,60 Metern (Geschützdeck), eine Breite von 9,42 Metern und einen Tiefgang von 4,55 Metern bei einer Vermessung 600 tons (bm) bzw. Verdrängung von 1000 Tonnen. Sie waren Rahsegler mit drei Masten (Fockmast, Großmast und Kreuzmast). Die Beplankung war kraweel ausgeführt, das heißt, die Enden der Planken stießen stumpf aufeinander, so dass eine glatte Außenfläche entstand.
Die Bewaffnung bestand aus bis zu 48 Kanonen, welche sich im Frieden auf 30 Kanonen verringerte.
|        | Unteres Batteriedeck | Oberes Batteriedeck | Backdeck | Achterdeck    | Kanonen (Geschossgewicht) |
| ------ | -------------------- | ------------------- | -------- | ------------- | ------------------------- |
| Design | 20 × 8-Pfünder       | 22 × 6-Pfünder      | –        | 6 × 4-Pfünder | 48 Kanonen (77,34 kg)     |

## Besatzung
Die Besatzung hatte im Frieden eine Stärke von 105 Mann (5 Offiziere und 100 Unteroffiziere bzw. Mannschaften).

## Bemerkungen
1. ↑  Bei der Berechnung des Gewichtes einer Breitseite kann es zu Unterschieden kommen, da in der damaligen Zeit ein Pfund, je nach Land, unterschiedliche Gewichtswerte hatte. Das französische Livre hatte z. B. ein Gewicht von 489,506 Gramm während das englische Pound ein Gewicht von 453,592 Gramm hatte.